# Condylostylus umbrinervis
Condylostylus umbrinervis är en tvåvingeart som beskrevs av Octave Parent 1933. Condylostylus umbrinervis ingår i släktet Condylostylus och familjen styltflugor.
Artens utbredningsområde är Jamaica. Inga underarter finns listade i Catalogue of Life.